# Фулканелли
Фулканелли (фр. Fulcanelli) — псевдоним одного из наиболее известных алхимиков XX века. Личность не установлена. Публиковался в Париже.

## Тайна личности Фулканелли

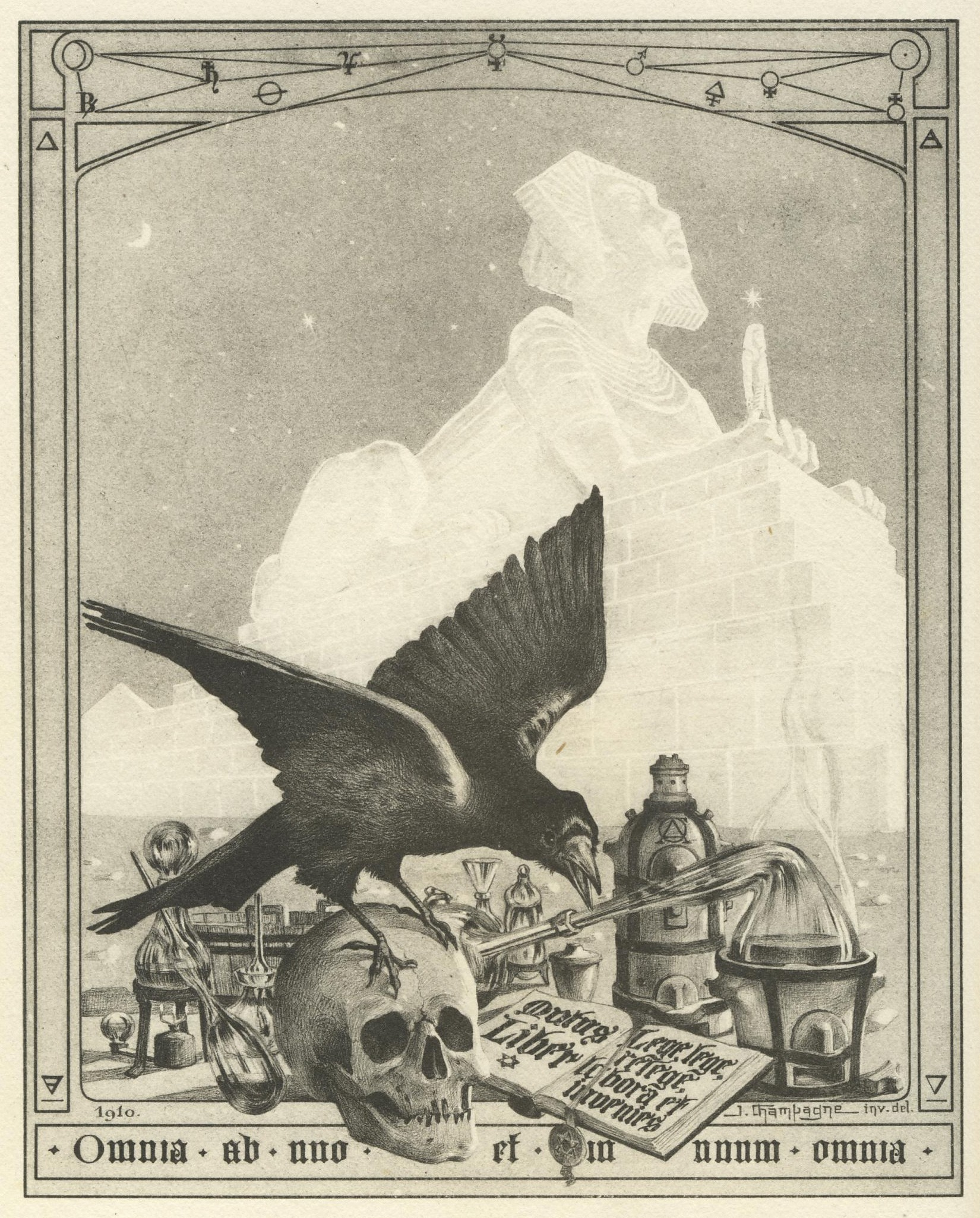
Mystère des cathédrales Фулканелли (1926 год), рисунок Жульен Шампань

Личность Фулканелли стала легендарной, но всегда была тайной.
O нем ходит много легенд, но большинство данных идёт от Эжена Канселье (1899—1982), который встретился с Фулканелли в 1915 году в Марселе, был его единственным настоящим учеником и получил от него письменное наследие.
Около 1926 года Фулканелли исчез.
Родился Фулканелли, согласно Канселье, в 1839 году. Канселье пишет, что видел Фулканелли в 1953 году (ему было 114 лет) в окрестностях Севильи. По словам Канселье, в 1920-х Фулканелли выглядел глубоким стариком (соответственно своему возрасту, который к тому времени должен был быть далеко за 80), но в 1953 году он выглядел значительно моложе, с явными андрогинными чертами внешности. Кроме того, в книге Луи Повеля и Жака Бержье «Утро магов» упоминается встреча Повеля с «настоящим алхимиком» в марте того же 1953 года, в ходе которой этот алхимик дал автору понять, что Фулканелли не умер: «Можно жить… бесконечно дольше, чем это доступно воображению человека непрозревшего. И можно полностью изменить свой вид, я это знаю» («Утро магов», часть 3, глава 1). Согласно Повелю, Фулканелли пережил Вторую мировую войну и бесследно исчез после освобождения Парижа. Кроме того, утверждается, что Фулканелли лично встречался с Бержье в июне 1937 года с целью предупредить человечество об угрозе, которую несёт в себе создание ядерного оружия.
В разное время предлагались различные версии в деле установления подлинной личности Фулканелли. Среди кандидатов были известные авторы Жан-Жюльен Шампань, Пьер Дюжоль, Рене Шваллер де Любич. В книге «Фулканелли разоблачённый» Женевьева Дюбуа приходит к выводу, что Шваллер, Дюжоль и Шампань создали своего рода триумвират, и совместно работали под псевдонимом Фулканелли.

## Известные сочинения
- Тайны готических соборов и эзотерическая интерпретация герметических символов Великого Делания (Fulcanelli, Le Mystere des Cathedrales). 1922 (опуб. 1926)
- Философские обители и связь герметической символики с сакральным искусством и эзотерикой Великого Делания. 1930

Публикации на русском языке
- Фулканелли. Тайны готических соборов / Пер. О. Чистяков, М. Собуцкий, Н. Вязьмитина, А. Морозов. — М.: Рефл-бук, Ваклер, 1996. — 232, [48] с. — (Библиотека эзотерической литературы). — 10 000 экз. — ISBN 5-87983-031-4, ISBN 5-87983-030-6. (в пер.)
- Фулканелли. Философские обители = Les demeures philosophales / Пер. с франц., вступ. ст., коммент. В. Каспарова. — М.: Энигма, 2003. — (Алый Лев). — 3000 экз. — ISBN 5-94698-033-5. (в пер.)
- Фулканелли. Тайна соборов и эзотерическое толкование герметических символов Великого Делания = Le Mystere des Cathedrales / Пер. с франц., вступ. ст., коммент. В. Каспарова. — М.: Энигма, 2008. — 384 с. — (Алый Лев). — 3000 экз. — ISBN 978-5-94698-034-0. (в пер.)